# Гвиниашвили, Бека
Бека Гвиниашвили (груз. ბექა ღვინიაშვილი, род. 26 октября 1995, Руиси, Шида-Картли) — грузинский дзюдоист, чемпион и призёр чемпионатов Европы.

## Биография
Родился в 1995 году в Гори.

## Карьера
В январе 2012 года на Кубке мира в Тбилиси Бека Гвиниашвили завоевал серебряную медаль. Спустя месяц в Праге он вновь стал вторым.
В 2014 году завоевал бронзу юниорского чемпионата мира и выиграл Гран-при в Самсуне и Улан-Баторе, а также стал бронзовым призёром в Гаване и Баку. Завоевал золото на юниорском чемпионате Европы 2014 года.
В 2015 году на Европейских играх выступал в категории до 90 килограммов. В первом раунде он победил Батухана Эфемгиля из Турции, затем Дмитрия Герасименко из Сербии и Гийома Элмонта из Нидерландов (все поединки выиграны с оценкой иппон). В полуфинале Бека Гвиниашвили уступил своему соотечественнику Варламу Липартелиани, а в матче за бронзу вновь проиграл наибольшим количеством оценок сидо олимпийскому чемпиону 2004 года Илиасу Илиадису. В командном турнире Грузия дошла до финала, где уступила со счётом 1:4 Франции. На пути к финалу со счётом 5:0 была побеждена сначала Чехия, а затем Венгрия. На турнире Мастерс в Марокко завоевал золото.
В 2016 году выиграл чемпионат Европы среди спортсменов в возрасте до 23 лет. В том же году завоевал золото на турнире Большого шлема в Баку, а также победил на Гран-при в Самсуне. На домашнем Гран-при в Тбилиси завоевал бронзовую медаль.
В 2016 году принял участие в Олимпийских играх в Рио-де-Жанейро и занял там 7-е место.
В 2017 году стал бронзовым призёром чемпионата Европы и завоевал серебро на турнире Большого шлема в Абу-Даби и золото на Мастерс в Санкт-Петербурге.
В 2018 году стал серебряным призёром на турнире Большого шлема в Париже и выиграл Европейский кубок в Братиславе. На чемпионате Европы достиг четвертьфинала.
В 2019 году Бека Гвиниашвили стал серебряным призёром турнира Большого шлема в Екатеринбурге и чемпионом в Осаке, а также завоевал три медали Гран-при: бронзу в Будапеште и Тбилиси и золото в Загребе.
В 2020 году на чемпионате Европы в ноябре в чешской столице, Бека смог завоевать бронзовую медаль в весовой категории до 90 кг. В полуфинале он уступил спортсмену из Сербии Неманье Майдову.
На чемпионате Европы 2021 года, который проходил в Лиссабоне, грузинский спортсмен в весовой категории до 90 кг сумел выйти в финал, где уступил своему соотечественнику Лаши Бекаури и завоевал серебряную медаль турнира.
В 2022 году добрался до схватки за бронзу на турнире Большого шлема в Париже, но проиграл.